# Anthony Albanese
Anthony Norman Albanese (/ælbəˈniːzi/ vagy /ˈælbəniːz/, Darlinghurst, 1963. március 2. –) ausztrál politikus, Ausztrália jelenlegi miniszterelnöke. 2019 óta az Ausztrál Munkáspárt (ALP) vezetője, 1996 óta pedig Grayndler választókerület képviselője a Parlamentben. Albanese Ausztrália miniszterelnök-helyettese volt a második Rudd-kormány regnálása idején.
Sydneyben született ír-ausztrál anyától és olasz apától, arberes felmenőkkel is rendelkezik. A St Mary's Cathedral College-ba járt, majd a Sydney-i Egyetemre ment közgazdaságtant tanulni. Albanese-t az 1996-os választásokon megválasztották a Képviselőházba, Grayndler választókerületből, Új-Dél-Walesben. 
A Munkáspárt 2007-es választási győzelme után Albanese-t kinevezték a képviselőház házelnökének, regionális fejlesztési és önkormányzati, valamint infrastrukturális és közlekedési miniszternek. A Kevin Rudd és Julia Gillard között 2010 és 2013 között kialakult vezetői feszültségekben Albanese nyilvánosan kritizálta mindkettőjük magatartását, és a párt egységének megtartása szólította fel a párttagokat. 2013 júniusában Albanese-t a Munkáspárt helyettes vezetőjének választották, és másnap letette a miniszterelnök-helyettesi esküt.
A Munkáspárt 2019-es választásokon elszenvedett meglepetésszerű veresége után Shorten lemondott, így Albanese lett az egyetlen személy, akit a vezetőválasztáson jelöltek a helyére.
A 2022-es választásokon Albanese győzelemre vezette pártját Scott Morrison Liberális-Nemzeti Koalíciója ellen.

## Nézetei
Albanese progresszív politikai nézeteket vall, és a Munkáspárt Baloldali Frakciójához húz. 

### Szociális ügyek
Albanese republikánus, és támogatja Ausztrália jelenlegi alkotmányos monarchiájának eltörlését. Ennek ellenére a királynő platinumjubileuma alkalmából rendezett vitában Albanese azt mondta az ausztrál parlamentnek: „Sok ausztrál, aki nem monarchista, tiszteletet érez iránta. Lehetsz republikánus, ahogy én vagyok, de nekem még mindig megvan a legmélyebb tiszteletem a királynő iránt. Kötelességét hűséggel, tisztességgel, emberségesen és néha humorral fűszerezve tette.”
Albanese abortuszpárti, és egy 2019 augusztusában adott interjúban kijelentette, hogy szerinte „a nőknek joguk van választani.” Az önkéntes eutanázia legalizálása mellett is kiállt.
Aktívan támogatja az LMBT-jogokat, és gyakran vesz részt az éves Sydney-i LMBT Mardi Gras rendezvényen. Albanese ellenezte, hogy népszavazást tartsanak az azonos neműek házasságáról, és kijelentette, hogy „nem kellene nyilvános szavazást tartani arról, hogyan ítéljünk meg más családokat.” 2017-ben Albanese igennel szavazott a 2017-es házasságmódosítási törvényre (a házasság „definíciójának” módosítása, vallásszabadságok), amely felvetette azt a kérdést, hogy engedélyezni kell-e az azonos nemű párok házasságát.
2015 júliusában Albanese kijelentette, hogy ellenzi a kormány azon politikáját, hogy visszautasítsa azokat a menedékkérőket, akik hajón érkeznek Ausztráliába. „Nem kérhetek olyat mástól, amit magam nem tennék meg” – szögezte le; „Ha emberek lennének egy csónakban, köztük családok és gyerekek, én nem tudnám őket visszafordítani.” A 2022-es szövetségi választások során azonban Albanese egyértelművé tette, hogy a hajók visszafordítását beépítik kormánya politikájába, aminek következtében egyes kritikusok Albanese-t azzal vádolják, hogy „flip-flopping”-ot hajtanak végre a kérdésben. 2021 augusztusában, miután a tálibok átvették az irányítást Afganisztán felett, Albanese sürgette a Morrison-kormányt, hogy adjon állandó tartózkodási engedélyt az afgán menekülteknek Ausztráliában.

### Környezetvédelem
Amíg a Gillard-kormányban dolgozott, Albanese támogatta a szén-dioxid kibocsátás-árazásának bevezetését, és a Munkáspárt többi tagjával együtt megszavazta a 2011-es Tiszta Energia Törvényt, amellyel sikeresen bevezették a fent említett árazási rendszer. Miután az Abbott-kormány 2014 júliusában eltörölte a rendszert, Albanese kijelentette, hogy nincs többé szükség szén-dioxid-árazásra, mivel "a körülmények megváltoztak".
Albanese a megújuló energia kiemelkedő támogatója Ausztráliában, és kijelentette, hogy Ausztrália „hosszú távú jövője a megújuló energiaforrásokban rejlik.”

## Fordítás
- Ez a szócikk részben vagy egészben  az   Anthony Albanese című angol Wikipédia-szócikk ezen változatának fordításán alapul.  Az eredeti cikk szerkesztőit annak laptörténete sorolja fel. Ez a jelzés csupán a megfogalmazás eredetét és a szerzői jogokat jelzi, nem szolgál a cikkben szereplő információk forrásmegjelöléseként.